# Eduardo Hernández-Pacheco y Estevan
Eduardo Hernández-Pacheco y Estevan, né le 23 mai 1872 à Madrid et mort le 6 mars 1965  à Alcuéscar, est un naturaliste, géologue et préhistorien espagnol.

## Biographie
Il fait ses études secondaires à Badajoz et obtient une licence de sciences naturelles à l'université complutense de Madrid où il est récompensé d'un prix extraordinaire.
Boursier de la Junta para Ampliacion de Estudios, il fait le tour des musées européens (France, Belgique, Suisse et Italie) puis devient professeur de sciences naturelles au collège de Cáceres puis de Cordoue. En 1910, il obtient la chaire de géologie de la Faculté des sciences de l'université centrale de Madrid ainsi que celle de géographie physique.
On lui doit de nombreuses fouilles dans toutes les régions espagnoles et se spécialise sur l'art pariétal du Levante dont il propose une datation plus récente que celle de l’abbé Breuil et de Hugo Obermaier.
Instigateur avec Enrique de Aguilera y Gamboa de la Comision de Investigaciones Paleontologicas y Prehistoricas (1913), il est nommé directeur des travaux et des publications et organise la collaboration avec les préhistoriens étrangers.
Chef de la section de géologie et de paléontologie du Musée national des sciences naturelles (1910), il organise et mène les travaux géologiques et paléontologiques en Espagne et au Sahara espagnol où il effectue des missions de 1942 à 1945 jusqu'au golfe de Guinée.
Président de la Commission des terrasses pliocènes et pléistocènes de l'Union géographique internationale, il est élu membre de l'Académie des sciences exactes, physiques et naturelles en 1922 et entre au conseil de l'Institut international d’anthropologie de Paris.

## Travaux
- Estudio geologico de la Sierra de Montanchez, 1896
- Practicas elementales de Historia natural, 1903
- Ensayo de sintesis geologica del norte de la Peninsula Ibérica, 1912
- Geleogia y Paleontologia del mioceno de Palencia, avec J. Dantin Cereceda, 1915
- La Caverna de la Pena de Candamo (Asturias), avec J. Cabré Aguilo et F. Benitez Mellado, 1919
- Las Pinturas preistoricas de las cuevas de Arana (Valencia). Evolucion del arte rupestre en Espana, 1924
- Aranjuez y el territorio al Sur de Madrid, 1926
- Guias de los sitios naturales de interés nacional, 1931-1935
- La Prehistoria, 1947
- El Sáhara español. Estudio geológico, geográfico y botánico, 1949
- Espana y Portugal, 1954
- Prehistoria del Solar Hispano, 1959